# Грайнер, Венди
Венди Грайнер в замужестве Бэллэнтайн (англ. Wendy Elizabeth Griner ; 16 апреля 1944 года, Гамильтон, провинция Онтарио, Канада) — фигуристка из Канады, серебряный призёр чемпионата мира 1962 года, четырёхкратная чемпионка Канады 1960—1963 годов, участница Олимпийских игр 1960 и 1964 годов в женском одиночном катании.

## Биография
Венди Грайнер родилась в апреле 1944 года в канадской провинции Онтарио. В 50-е годы XX века увлеклась фигурным катанием. Это увлечение переросло в любовь всей жизни. Повезло ей и с тренером Шелдоном Гэлбрэйтом, который до этого выростил олимпийскую чемпионку Барбару Энн Скотт.
В 1958 году она выиграла бронзовую медаль юниорского национального чемпионата, а на следующий год уже стала юниорской чемпионкой. В 1960 году Венди стала впервые чемпионкой Канады и получила право представлять страну на зимних Олимпийских играх в соседней стране. Она была самой молодой канадской спортсменкой в Скво-Вэлли и на своём первом международном старте подвело волнение. Она финишировала лишь на 12-м месте. Через три недели в Ванкувере прошёл очередной чемпионат мира, где Грайнер финишировала в числе восьми лучших.
В 1961 году она подтвердила звание чемпионки Канады и в конце января дебютировала в чемпионате Северной Америки (проходил в нечётные годы), где в Филадельфии выиграла серебряную медаль. В феврале её тренер спас ей и её матери жизнь. На чемпионат мира в Чехословакию фигуристка должна была лететь с тренером и мамой вместе со сборной США. Однако он настоял, чтобы родитель поменяла билеты и они прибыли в Прагу раньше американских фигуристов, чтобы её появление на было воспринято как появление индивидуального кандидата на высший титул. В Прагу фигуристка с мамой и тренером прилетела 14 февраля, а 15 февраля под Брюсселем произошла катастрофа лайнера на который ранее был взят билет для канадцев. Чемпионат был отменён.
Однако в Прагу ей пришлось добираться через год, в марте 1962 года на чемпионат мира. Выступила она превосходно и завоевала серебряную медаль. На следующий год она в Ванкувере стала чемпионкой Северной Америки и в качестве одной из фавориток летела в Кортина-д’Ампеццо на мировой чемпионат. Но в Италии выступила не совсем удачно, заняв 4-е место.
В олимпийский сезон её выступления были неудачны. Она впервые стала вице-чемпионкой Канады. Её выступление в Австрии на зимних Олимпийских играх было неудачным. Ещё хуже было выступление Венди в ФРГ на мировом чемпионате, в Дортмунде она даже не вошла в число лучшей десятки. Также она оказалась самой неудачной канадской фигуристкой в женском катание. В Дортмунде она приняла решение завершить выступления в большом спорте.
Ей последовали приглашения в различные ледовые шоу. Однако по требованию отца она продолжила образование. Окончила университет, где изучала историю искусства и историю Древнего мира.
За свои спортивные успехи в 2010 году она была введена в Зал Славы Канады (Skate Canada).

## Спортивные достижения
| Соревнования/Сезоны         | 1958  | 1959  | 1960 | 1961 | 1962 | 1963 | 1964 |
| --------------------------- | ----- | ----- | ---- | ---- | ---- | ---- | ---- |
| Зимние Олимпиады            |       |       | 12   |      |      |      | 10   |
| Чемпионаты мира             |       |       | 7    |      | 2    | 4    | 11   |
| Чемпионаты Северной Америки |       |       |      | 2    |      | 1    |      |
| Чемпионаты Канады           | 3 Юн. | 1 Юн. | 1    | 1    | 1    | 1    | 2    |

## Семья
В 1967 году Венди Грайнер вышла замуж за хирурга Дона Бэллэнтайна. У них в семье трое детей, два сына и дочь.